# 2009年のスウェーデン
2009年のスウェーデンでは、2009年のスウェーデンに関する出来事について記述する。

## できごと

### 2月
- 2月5日 - スウェーデン政府、地球温暖化への対策の一環として、原子力発電所全廃政策を転換。全廃政策は、1980年の国民投票により決定したもの。近年、原子力がクリーン・エネルギーとして見直されており、原子力発電所容認に転じた [1]。
- 2月20日 - スウェーデンの自動車大手企業サーブ、再建に向けた法的手続きを裁判所に申請。同日、申請は受理され、事実上の経営破綻となった。サーブは、アメリカの自動車大手ゼネラルモーターズ（GM）の傘下。ゼネラル・モーターズは、サーブに対する50億クローナ（約540億円）の金融支援をスウェーデン政府に要請していたが、拒否されたため、資金繰りの目処が立たなくなっていた [2]。
- 2月24日 - ヴィクトリア王女、婚約発表。婚約者は、スポーツジム経営者のダニエル・ベストリング [3]。

### 4月
- 4月1日 - スウェーデン議会、同性結婚を完全に認める法案を可決。これまで、異性間との結婚との法的な差異はほとんど無かったが、法案の通過により同性同士でも「結婚」という言葉を使用できるようになり、法的な差異は完全に無くなった。施行は、5月1日から [4]。

### 7月
- 7月1日 - スウェーデン、欧州連合理事会議長国に就任。任期は、2009年12月31日まで [5][6]。